# Aya Traoré
Pour les articles homonymes, voir Traoré.
Aya Traoré, née le 27 juillet 1983 à Dakar, est une joueuse sénégalaise de basket-ball, évoluant au poste d'ailière.

## Biographie
À dix-sept ans, elle rejoint les États-Unis dans le cadre d'un programme d'échange. Elle évolue avec les Purdue Boilermakers de l'Université Purdue, ce qui lui donne l'occasion de se faire connaitre et d'être ainsi choisie pour une pige en WNBA avec les Washington Mystics.
Elle rejoint ensuite la LFB dans le club de Nice.
Évoluant également avec les Lionnes du Sénégal depuis les équipes en junior en 1999, elle participe au  Championnat du monde 2006 au Brésil où elle est, malgré une première participation à ce niveau, la meilleure marqueuse de son équipe. Elle figure dans cette catégorie statistique parmi les meilleurs du championnat du monde, figurant également en bonne place dans les catégories des interceptions et du pourcentage à trois points.
Elle est ensuite nommée meilleure joueuse de l'édition 2009 du Championnat d'Afrique. Elle termine dans le meilleur de la compétition avec deux de ses compatriotes, Fatou Dieng et Aminata Nar Diop. Les Sénégalaises remportent le titre en battant en finale le Mali.
Elle est à nouveau MVP de l'Afrobasket 2015 en menant les Lionnes à la victoire face au Cameroun.

## Palmarès

### Sélection nationale
- Championnat du monde
  - 15e du Championnat du monde 2006 au Brésil
  - 16e du Championnat du monde 2010 en République tchèque
- Championnat d'Afrique masculin de basket-ball féminin
  -  Vice-championne d'Afrique en 2007
  -  Championne d'Afrique en 2009[1]
  -  Vice-championne d'Afrique en 2011
  -  Médaille d'or aux Jeux africains de 2011
  -  Médaille de bronze du Championnat d'Afrique 2013
  -  Championne d'Afrique en 2015
  -  Vice-championne d'Afrique en 2017
  -  Vice-championne d'Afrique en 2023
- Autres compétitions
  - Médaillée d'argent aux Jeux de la Francophonie de 2009 à Beyrouth (le Sénégal est battu en finale par la Roumanie, après avoir sorti la France en demi-finale).

### Distinctions personnelles
- Meilleure joueuse du Championnat d'Afrique 2009 et Championnat d'Afrique 2015[2]